# Roger Needham

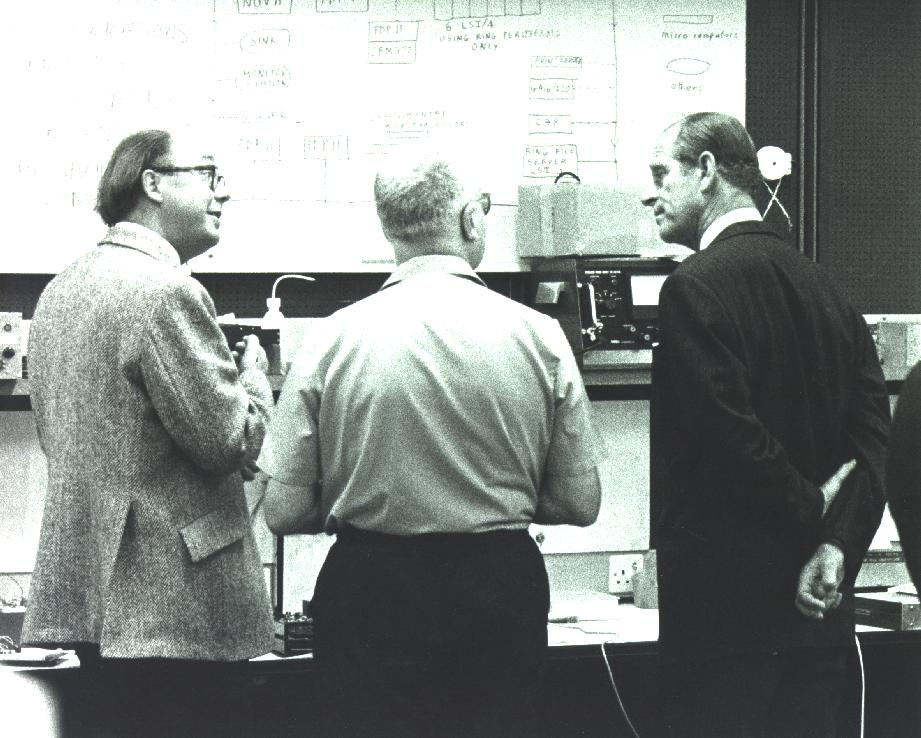
Roger Needham (links) mit David Wheeler (Mitte) und dem Kanzler der University of Cambridge, ca. 1979

Roger Michael Needham (CBE FREng FRS) (* 9. Februar 1935; † 1. März 2003 in Willingham, Cambridgeshire) war ein britischer Informatiker.
Unter seinen theoretischen Beiträgen ist die Entwicklung der Burrows-Abadi-Needham-Logik für die Authentifizierung. Zusammen mit Michael D. Schroeder entwickelte er das Needham-Schroeder-Protokoll, das die Basis für die Authentifizierung und den Schlüsselaustausch bei Kerberos ist. Ebenso beteiligt war er an der Entwicklung des Tiny Encryption Algorithm (TEA) und des erweiterten TEA, beides Algorithmen zur Blockverschlüsselung.
1962 begann Needham für das Computer Laboratory zu arbeiten, das damals noch Mathematical Laboratory hieß. 1980 wurde er Vorstand des Laboratory, 1981 wurde er Professor und blieb dem Labor bis zu seiner Pensionierung im Jahre 1995 treu. Needham gründete 1997 Microsofts britisches Forschungszentrum. Er ist ebenfalls einer der Gründungsmitglieder des Wolfson College, Cambridge.
| Personendaten    | Personendaten                               |
| ---------------- | ------------------------------------------- |
| NAME             | Needham, Roger                              |
| ALTERNATIVNAMEN  | Needham, Roger Michael (vollständiger Name) |
| KURZBESCHREIBUNG | britischer Informatiker                     |
| GEBURTSDATUM     | 9. Februar 1935                             |
| STERBEDATUM      | 1. März 2003                                |
| STERBEORT        | Willingham                                  |